# AC Wals
Der Athletik Club Wals ist ein österreichischer Ringerklub aus der Salzburger Gemeinde Wals-Siezenheim. Der Verein wurde 1952 gegründet und ist heute mit 56 Mannschaftsmeistertiteln und über 900 Einzeltitel, davon über 400 in der allgemeinen Klasse, der erfolgreichste Ringerklub Österreichs sowie aktueller österreichischer Staatsligameister. Im Laufe der Geschichte stellte der AC Wals eine Vielzahl an österreichischen Olympia-, Welt- und Europameisterschaftsteilnehmern, darunter Größen wie Bartl Brötzner I und Franz Berger.

## Vorgeschichte des Ringersports in Salzburg
Der Kampfsport, dem auch das Ringen zugezählt wird, hielt in Österreich zu Beginn der 1870er Jahre Einzug. In Salzburg gründet 1890 der Selchermeister Lorenz, den Ersten Salzburger Athletik Klub. Ausgeübt wurde der Sport von den Aktiven im Gasthaus Krimpelstätter im Salzburger Stadtteil Mülln. Organisiert ausgetragen wurde der Ringsport in Salzburg erst nach dem Zweiten Weltkrieg. Erster Verein, der das Ringen nach 1945 als eigene Sektion in sein Programm aufnahm, war der Salzburger AK 1914. Bei den Olympischen Spielen 1948 stellten die Nonntaler bereits zwei Teilnehmer, allerdings konnte sich die Ringersektion beim SAK nicht lange halten und wurde 1952 wieder aufgelöst.

## Vereinshistorie

### Gründungsgeschichte (1952–1960)
Um das Ringen in Salzburg am Leben zu erhalten, gründete Matthias „Hias“ Berger, der Bruder des späteren Weltklasseathleten Franz Berger, 1952 auf vielfachen Wunsch den Athletic Club Wals. Das Gros der Mannschaft stellten zu Beginn noch die von der aufgelösten Sektion des SAK übergewechselten Kampfsportler, darunter befanden sich mit den Brötzner-Brüdern aber bereits die ersten echten Walser Ringer. Das erste Aushängeschild des AC Wals wurde Bartl Brötzner (I). Dieser wollte ursprünglich Karriere als Boxer machen, entschied sich aber 1947, nachdem er ein Training der SAK-Ringer beobachten konnte für das Ringen und brachte es in seiner Karriere auf drei Olympiateilnahmen, zehn Einzel- und neun Mannschaftstitel bei den österreichischen Staatsmeisterschaften sowie einem Mannschaftstitel mit dem AC Bad Reichenhall bei den deutschen Meisterschaften.
Wie schwierig sich der Aufbau des neuen Vereins in einer (damals) gerade mal 1.000 Einwohner zählenden Gemeinde ohne eigener Tradition in dieser Sportart gestaltete, zeigen die Trainingsbedingungen in der Anfangszeit. So mussten die Walser Ringer die einzige Matte in ihrem „Trainingsraum“, einem Walser Gasthausstüberl, vor Gebrauch erst reinigen, da diese tagsüber als Schlaffmatte für die Haustiere des Gasthofbesitzers diente. Diesen schwierigen Umständen zum Trotz verbuchte der AC Wals mit der Entsendung von Bartl Brötzner zu den Olympischen Spielen 1952 seinen ersten Prestigeerfolg. Brötzner kämpfte sich bei seiner zweiten Olympiateilnahme knapp an die Medaillenränge heran und konnte als bestes Ergebnis den fünften Platz erreichen. Bei den Spielen in Australien 1956 stellten die Walser mit Bartl Brötzner und Eugen Wiesberger junior bereits zwei Teilnehmer die Österreich und den AC Wals mit den Rängen vier und sieben ausgezeichnet vertraten.

### Die ersten Jahrzehnte (1960–1980)
In den 1960er und frühen 1970er Jahren zählte der Walser Franz Berger mit 27 Staatsmeistertiteln in der allgemeinen Klasse und vier Olympiateilnahmen (1960, 1964, 1968, 1972) und zu den nationalen und internationalen Topathleten. Den größten Erfolg feierte Berger mit dem Gewinn der Bronzemedaille bei den Europameisterschaften 1970 in Ost-Berlin. Ein weiteres Aushängeschild der Walser war in den 1970er Jahren der Olympiateilnehmer und dreizehnfache Staatsmeister Josef Brötzner. Trotz aller Erfolge war der AC Wals damals noch ein bodenständiger Verein, dessen Sportler ausschließlich aus dem eigenen Nachwuchs und zumeist auch noch aus der Gemeinde Wals-Siezenheim stammten. So verwundert es nicht, dass der Verein Mitte der 70er Jahre mit einer Mannschaft antrat, in der neun Sportler mit dem Familiennamen „Brötzner“ standen. Da bei fast jedem Kampf ein „Familienangehöriger“ oder Freund auf der Matte stand und die Bevölkerung der Doppelgemeinde in Massen in die Halle strömte, fanden die Bewerbe jedes Mal in einer völlig ausverkauften Halle statt. Dies beeinflusste wesentlich die weitere positive Entwicklung des AC Wals und trug der Gemeinde den Beinamen DIE Ringermeinde Österreichs bei.
In den 1980er Jahren bestimmten vor allem die Olympiastarter und oftmaligen Staatsmeister Bartholomäus Brötzner II, Georg Marchl und Alexander Neumüller das Vereinsgeschehen. Bei Welt- und Europameisterschaften konnten die Walser in den 80ern durch Georg Marchl und Georg Neumaier vor allem in den Jugend- und Junioren-Klassen reüssieren.

### Entwicklung seit 1990
1992 erreichte, der spätere langjährige Obmann Anton Marchl den 6. Rang bei den Olympischen Spielen in Barcelona. Aufgrund einer Vielzahl an Versäumnissen im Jugendbereich, aber auch den großen Erfolgen des Fußballvereins Austria Salzburg, der im Sog dieser Erfolge die Jugend vermehrt auf die Fußballplätze zog, stagnierte der eigene Ringer-Nachwuchs bei den Flachgauern. Dies zwang den AC Wals seit Mitte der 1990er Jahre vermehrt auf Legionäre zu setzen. Die Salzburger machten dabei immer wieder mit Sensationstransfers auf sich aufmerksam. So kämpften zum Beispiel der Finne Ari Härkänen, der Weißrusse Aleksander Shemarow, der Slowake Radion Kertanti und der Georgier Amiran Elbakidse für den Walser Ringerklub. Nina Strasser sorgte 1997 mit dem dritten Platz bei den Europameisterschaften in Warschau für den ersten Medaillengewinn der Walser Frauenabteilung. Bei den Spielen von Sydney 2004 wurde der AC Wals von den eingebürgerten Freistilringern Lubos Cikel und Radovan Valach vertreten.

### Das neue Jahrtausend
Im Jahr 2005 übernahm der Olympionike Anton Marchl die Obmannschaft von Rudolf Schmiderer. In dieser Zeit hatte man mit den Marchl Brüdern Florian und Georg, Amer Hrustanovic, Benedikt Puffer, Philipp Crepaz, Trainersohn Maximilian Ausserleitner eine sehr gute Nachwuchsmannschaft und dominierte jahrelang die Nachwuchsmeisterschaften in Österreich und konnte einige internationale Erfolge erzielen. Im Jahr 2012 konnte der AC Wals mit Sabrina Seidl den 3. Platz bei der U17-Europameisterschaft erringen. Amer Hrustanovic, der beim AC Wals das Ringen lernte, konnte bei den Olympischen Spielen 2012 in London den hervorragenden 10. Platz erkämpfen. Diese Leistung konnte er bei den Olympischen Spielen 2016 in Rio de Janeiro wiederholen und belohnte seine Leistung erneut mit dem 10. Platz. Amer Hrustanovic war es auch der nach langer Zeit eine Medaille in der Allg. Klasse für den AC Wals holte. Er konnte bei der Europameister 2014 den 3. Platz erkämpfen. Bei den Europaspielen 2015 in Baku war der AC Wals mit 6 Teilnehmern vertreten.
Im Jahr 2015 startete die internationale Karriere des erfolgreichsten Ringer des A.C. Wals. Markus Ragginger errang 10 Medaillen bei Nachwuchs Welt - und Europameisterschaften. Der langjährige Trainer des AC Wals Max Ausserleitner wurde bei der Leonidas Gala im Jahr 2016 zum Salzburger Trainer des Jahres gewählt. Im Jahr 2019 qualifizierten sich Simon Marchl und Christoph Burger für die Europaspiele in Minsk.

### Generationenwechsel
Ende des Jahres 2023 gab es im Vorstand des AC Wals einen großen Generationswechsel. Mit Obmann Philipp Crepaz, Obmann-Stv. Benedikt Auer (Puffer), Sportdirektor Florian Marchl, Cheftrainer Matthias Ausserleitner, Leiter für Finanzen Josef Berger und Leiter für Finanzen Stv. Alois Haager übernahmen ehemalige Leistungsträger des AC Wals die Führung des Vereins. Die Präsidentschaft übergab Ludwig Bieringer, der über 40 Jahre dem Verein vorstand, an Thomas Bösl und Dr. Peter Humer.

## Erfolge
- 56-facher Österreichischer Staatsliga-Meister.
- 912 Einzelmeistertitel (davon 411 Staatsmeister-, 273 Junioren- und 228 Jugendtitel), Stand April 2025

## Olympiateilnehmer des AC Wals
- Bartl Brötzner (I)  (1952, 1956, 1960)
- Eugen Wiesberger (1956)
- Franz Berger (1960, 1964, 1968, 1972)
- Josef Brötzner (1972)
- Johann Brötzner (1976)
- Bartl Brötzner II (1980)
- Georg Marchl (1984)
- Georg-Josef Auer (1988)
- Alexander Neumüller (1988)
- Anton Marchl (1992)
- Lubos Cikel (2004)
- Radovan Valach (2004)
- Amer Hrustanovic (2012, 2016)

## Erfolgreichste Sportler
Anmerkung: In dieser Aufstellung werden nur Einzeltitel in der Reihenfolge Staatsmeister/Junioren/Jugend berücksichtigt.

### Männer
- Franz Berger 36 (27/6/3)
- Georg Neumaier 30 (14/9/7)
- Josef Brötzner 24 (13/7/4)
- Alexander Neumüller 21 (18/3/0)
- Bartl Brötzner II 20 (11/4/5)
- Georg Marchl 19 (7/8/4)
- Radovan Valach 19 (19/0/0)
- Peter Philippitsch 20 (7/5/8)
- Hannes Haring 15 (8/6/1)
- Amer Hrustanovic 20 (10/7/3)
- Florian Marchl 19 (7/6/6)
- Markus Ragginger 17 (7/4/6)

### Frauen
- Sandra Hinterbauer 9 (9/0/0)
- Nina Strasser 2 (2/0/0)
- Sabrina Seidl 4 (3/0/1)

## Vereinsführung
- Präsidenten: Thomas Bösl und Dr. Peter Humer
- 1. Vizepräsident: Gerhard Schöppl
- Obmann: Philipp Crepaz
- Obmann-Stv.: Benedikt Auer
- Sportdirektor: Florian Marchl
- Cheftrainer: Matthias Ausserleitner
- Leiter für Finanzen: Josef Berger
- Leiter für Finanzen Stv. & Jugendsportwart: Alois Haager